# Fountain (Colorado)
Fountain is een plaats (city) in de Amerikaanse staat Colorado, en valt bestuurlijk gezien onder El Paso County.

## Demografie
Bij de volkstelling in 2000 werd het aantal inwoners vastgesteld op 15.197.
In 2006 is het aantal inwoners door het United States Census Bureau geschat op 19.374, een stijging van 4177 (27,5%).

## Geografie
Volgens het United States Census Bureau beslaat de plaats een oppervlakte van
36,3 km², geheel bestaande uit land. Fountain ligt op ongeveer 1690 m boven zeeniveau.

## Plaatsen in de nabije omgeving
De onderstaande figuur toont nabijgelegen plaatsen in een straal van 32 km rond Fountain.